# Tridactyle filifolia
Tridactyle filifolia là một loài thực vật có hoa trong họ Lan. Loài này được (Schltr.) Schltr. miêu tả khoa học đầu tiên năm 1918.